# مدل بلک-درمن-توی
در ریاضایت مالی مدل (blacke-derman-toy BDT) یک مدل نرخ کوتاه مدت در قیمت گذاری اواراق قرضه، سوآپ و سایر اوراق مشتقه دیگر است.
این مدل اولین بار توسط فیشر بلک – امانوئل درمان و بیل توی معرفی شد که در سال ۱۹۸۰ در شرکت گلدمن ساکس مورد استفاده قرار گرفت و همچنین در سال ۱۹۹۰ در مجلهٔ تحلیل گران مالی منتشر شد و نحوهٔ ایجاد این مدل در یکی از فصل‌های زندگینامهٔ امانوئل به نام " زندگی من " آورده شده‌است.
در واقع مدل BDT یک مدل عاملی است که تنها یک عامل تصادفی یعنی همان نرخ بهرهٔ کوتاه مدت اولیه، تعیین کنندهٔ تمام تغییرات رفتار نرخ بهره در آینده است و این اولین مدلی است که رفتار بازگشت به میانگین سهام را با یکی از توزیع‌های نرمال به نام توزیع دو جمله‌ای ترکیب می‌کند.
بر اساس این مدل دنیای مالی شامل شبکه‌ای از مشتقات نرخ بهره است، به عیارت ساده‌تر ما برای نرخ بهره در آینده دو حالت نظر می‌گیریم:
حالت اول: به احتمال ۵۰٪ نرخ بهره در آینده یا افزایش می‌یابد
حالت دوم :یا به احتمال۵۰٪ نرخ بهره در آینده کاهش می‌یابد
می‌توان نرخ‌های بهره را بر اساس توزیع دو جمله‌ای تا بی‌نهایت ادامه داد و این مدل نشان می‌دهد که از یک معادلهٔ دیفرانسیل تصادفی پیوسته زیر تبعیت می‌کند:
{\displaystyle d\ln(r)=[\theta _{t}+{\frac {\sigma '_{t}}{\sigma _{t}}}\ln(r)]dt+\sigma _{t}\,dW_{t}}
{\displaystyle r\,} = نرخ بهرهٔ کوتاه مدت در زمان t
{\displaystyle \theta _{t}\,} = ارزش دارایی مبنا در زمان سر رسید اوراق
{\displaystyle \sigma _{t}\,} = انحراف معیار یا نوسانات نرخ بهره کوتاه مدت
{\displaystyle W_{t}\,} = دیفرانسیل آن است یک حرکت براونی استاندارد تحت اندازه‌گیری احتمال ریسک خنثی که وجود دارد:
- مدل زیر برای اثبات نوسانت نرخ بهرهٔ کوتاه مدت -
{\displaystyle d\ln(r)=\theta _{t}\,dt+\sigma \,dW_{t}}